# Jugant en els camps del senyor
Jugant en els camps del senyor (títol original: At Play In The Fields Of The Lord) és una pel·lícula estatunidenca dramàtica de 1991 dirigida per Héctor Babenco. És l'adaptació de la novel·la homònima de Peter Matthiessen 
Ha estat doblada al català.

## Argument
Les tribus índies amazòniques estan en conflicte contra els interessos de l'home blanc que explota el bosc per trobar or. Uns missioners protestants ha provat de convertir una tribu però un primer pastor ha estat mort. Una parella amb un nen de 10 anys vol recollir el repte mentre les autoritats s'afanyen a fer servir la violència. La situació és tensa i la mort de malaltia del nen és pres com un presagi funest pels indis. Entre ells es troba un home blanc, Lewis Moon, pilot indi americà que s'ha posat del costat dels indis i passa per un déu caigut del cel. Els impedeix de sucumbir als regals i a la conversió, però els dissuadeix també de matar els missioners. Una epidèmia de febre delma la tribu i l'impossible equilibri es trenca.

## Repartiment
- Tom Berenger: Lewis Moon
- John Lithgow: Leslie Huben
- Daryl Hannah: Andy Huben
- Aidan Quinn: Martin Quarrier
- Tom Waits: Wolf
- Kathy Bates: Hazel Quarrier
- Stênio Garcia: Boronai
- Nelson Xavier: Pare Xantes
- José Dumont: Comandant Guzman
- Niilo Kivirinta: Billy Quarrier

## Al voltant de la pel·lícula
- Aquest film va donar a Max Cavalera la idea del concepte de l'àlbum Roots de Sepultura, el 1996.
- Premis 1991: 
  - Globus d'Or: Nominada a Millor banda sonora
  - Associació de Crítics de Los Angeles: Millor banda sonora